# La Musa d'Oro
La Musa d'Oro è evento nel quale si premiano le eccellenze del mondo del doppiaggio.
Il doppiaggio italiano è considerato una vera e propria eccellenza. Con questo premio, Voci Animate, premia il lavoro svolto nell’anno precedente da tutti gli artisti e le figure professionali che ne fanno parte.
Il Premio Voci animate si svolge in due fasi:
1) Lancio ufficiale sul web della manifestazione: lancio sul sito web ufficiale e sui social delle votazioni per le varie categorie rendendo note le nomination per ognuna di esse, relative all’anno precedente; promozione dell’evento nei vari canali dei partners organizzatori (fine ottobre).
Serata di gala: si svolgerà a marzo, serata durante la quale saranno presenti i rappresentanti dei vari partners, la giuria di qualità e i doppiatori vincitori.
La fase 1, Lancio ufficiale; si prefigge l’obiettivo di lanciare ufficialmente l’evento sia tramite i media ma soprattutto on line. È forse la fase più importante, e prevede le seguenti sotto-fasi:
2) Lancio della manifestazione sui vari media (tutti quelli ai quali è possibile arrivare) attraverso il comunicato stampa, conferenze stampa online, ecc. con il supporto di tutti partner organizzatori.
Promozione del sito ufficiale della manifestazione (in questo caso www.vocianimate.it, implementazione della votazione popolare, presentazione delle nomination e delle varie categorie, serata Live di presentazione con tutti i rappresentanti partner presenti ed eventualmente la giuria di qualità)
Presentazione della giuria di qualità: sarà formata da un Presidente di giuria e altri quattro giurati, tutti facenti parte del mondo del doppiaggio o dello spettacolo.
Annuncio dello staff della manifestazione. I loghi di ogni partner comparirà nel sito ufficiale e in tutti i comunicati stampa sul web, sui video proiettati la sera della premiazione.
La fase 2, Serata di gala, si prefigge l’obiettivo di premiare i vincitori delle varie categorie che sono:
- Miglior Doppiatrice Film
- Miglior Doppiatore Film
- Miglior Doppiatrice Serie TV
- Miglior Doppiatore Serie TV
- Miglior Doppiaggio Animazione a puntate
- Miglior Doppiatore Animazione lungometraggi
- Miglior Doppiatore/Doppiatrice videogiochi (In collaborazione con Videogiochitalia.it)
- Miglior Direttore o Direttrice del doppiaggio (Serie a puntate)
- Miglior Direttore o Direttrice del doppiaggio (Lungometraggi)
- Premio Doppiaggio Cantato Nico Fidenco (dal 2025)
- Premio del pubblico (colui o colei che riceve più voti online in assoluto tra le nomination)

## Storia
Il Premio "La Musa d'Oro" nacque durante una cena tra James Garofalo, Federica Angileri, Domitilla D'Amico e Fabrizio Mazzotta. L'idea era quella di creare un nuovo premio in cui si premiasse l'eccellenza del doppiaggio, indipendentemente dalla piazza in cui veniva esercitato e dal blasone del prodotto doppiato. Il nome La Musa d'Oro venne proposto da Domitilla. Durante la pandemia, Voci Animate organizzò la prima edizione on line (chiamata solo Premio voci animate), a causa del Covid. La prima giuria di qualità era formata da Rossella Izzo (Presidente di giuria), Alessio Cigliano, Gianluca Iacono e Massimo Lopez.  Grazie all'organizzazione Blue Raincoat e alla direzione artistica di James Garofalo, dal 2022 il premio si è trasferito sul grande palco del Nerd Show di Bologna cambiando il nome in La Musa d'Oro. Nel 2025 è stato introdotto il Premio Doppiaggio Cantato dedicato a Nico Fidenco, per premiare tutti i doppiatori che all'interno di un prodotto si cimentano anche nel canto.

## Palmarès

### Miglior direzione
- 2021[2] Eleonora De Angelis per The boys
- 2022[3] Daniele Raffaeli per Arcane

### Miglior direzione serie a puntate
- 2023[4] Daniele Giuliani per She Hulk
- 2024[5] Gianni Galassi per Full Monty la serie
- 2025 Davide Lepore per Ripley

### Miglior direzione lungometraggi
- 2023 Alessio Maria Bianchi per Omicidio nel West End

- 2024 Marco Guadagno per I delitti di West Point

- 2025 Massimiliano Alto per Joker 2

### Miglior doppiatore cinema
- 2021 Flavio Aquilone per Dev Patel (David Copperfield) in La vita straordinaria di David Copperfield
- 2022 Alex Polidori per Tom Holland (Peter Parker) in Spider-man: no way home
- 2023 Stefano Crescentini per Robert Pattinson (Batman) in The Batman
- 2024 Simone D’Andrea per Cillian Murphy in Oppenheimer
- 2025 Christian Iansante per Bradley Cooper in Maestro

### Miglior doppiatrice cinema
- 2021 Domitilla D’Amico per Margot Robbie (HARLEEN QUINZEL / HARLEY QUINN) in Birds of Prey
- 2022 Valentina Favazza per Renate Hansen Reinsveen (Julie) in La persona peggiore del mondo
- 2023 Anna Cesareni per Elizabeth Mc Govern (Lady Cora) in Downtown Abbey II
- 2024 Rossa Caputo per Florence Pugh in Oppenheimer
- 2025 Margherita De Risi per Clara Galle in Dalla mia finestra 3

### Miglior doppiatore serie TV
- 2021 Alessandro Campaiola per Grant Gustin (BARRY ALLEN / FLASH) in The Flash
- 2022 Andrea Lavagnino per Alvaro Morte (Il professore) in La casa di carta
- 2023 Emiliano Coltorti per Evan Peters (Jeffrey Dahmer) in Monster: The Jeffrey Dahmer Story
- 2024 Alessandro Quarta per Harold Perrineau in From
- 2025 David Chevalier per Richard Gadd in Baby Reindeer

### Miglior doppiatrice serie TV
- 2021 Valentina Favazza per Rachel Brosnahan (MIRIAM ‘MIDGE’ MAISEL) in La fantastica signora Maisel
- 2022 Benedetta Degli Innocenti per Anya Chalotra (Yennefer di Vengerberg) in The Witcher
- 2023 Laura Romano per Rhea Seehorn (Kim Wexler) in Better Call Saul
- 2024 Gea Riva per Ali Wong in Beef
- 2025 Benedetta Ponticelli per Jessica Gunning in Baby Reindeer

### Miglio doppiatrice animazione
- 2021 Giulia Bersani per Hinako Mukaimizu in Ride Your Wave
- 2022 Elisa Giorgio per Alexandra Trese in Trese
- 2023 Chiara Fabiano per Meilin “Mei” Lee in Red

### Miglior doppiatore animazione
- 2021 Maurizio Merluzzo per Galo Thymos in Promare
- 2022 Alessandro Campaiola per “Eren” in “L’attacco dei giganti”
- 2023 Renato Novara per Sonic in Sonic 2

### Miglior doppiaggio animazione serie a puntate
- 2024 Luca Ghignone per Tora in Ushio e Tora
- 2025  per Kafka Hibino in Kaiju No. 8

### Miglior doppiaggio animazione lungometraggi
- 2024 Margherita De Risi per Nimona in Nimona
- 2025 Emanuela Ionica per Poppy Prescott in Cattivissimo me 4

### Miglior doppiaggio videogiochi
- 2023 Martina Felli per Hannah Hoekstra (Aloy) in Horizon Forbidden West
- 2024 Stefania Patruno per Roshan in Assassin’s Creed Mirage[6]
- 2025 Anna Laviòla per Eve in Stellar Blade[7]

### Premio del pubblico
- 2021 Domitilla D'Amico

- 2022 Domitilla D'Amico

- 2023 Chiara Fabiano

- 2024 Perla Liberatori

- 2025 Riccardo Suarez

### Premio Nerd Show
- 2022 Maurizio Merluzzo
- 2023 Angelo Maggi
- 2024 David Chevalier
- 2025 Alex Polidori

### Premio alla carriera
- 2022 Michele Gammino
- 2023 Vittoria Febbi
- 2024 Sandro Iovino
- 2025 Maria Pia Di Meo

### Premio speciale giuria Voci Animate
- 2023 Georgia Lepore (50 anni di carriera)
- 2024 Mosè Singh
- 2025 Manuel Meli

### Premo doppiaggio cantato Nico Fidenco
- 2025 Riccardo Suarez